# Dianesia
Dianesia is een geslacht van vlinders uit de familie van de prachtvlinders (Riodinidae), onderfamilie Riodininae.
Dianesia werd in 1980 voor het eerst wetenschappelijk beschreven door Harvey & Clench.

## Soort
Dianesia omvat de volgende soort:
- Dianesia carteri (Holland, 1902)